# 奈良坂篤
奈良坂 篤（ならさか あつし、1962年8月31日 - ）は、日本の俳優、映画監督。宮城県仙台市出身。

## 人物
本名・旧芸名は奈良坂 敦。
身長177cm、体重67kg。
趣味は剣道、野球、サッカー、マラソン。特技は英語、関西弁。
丹波道場、夢工房を経て、ユニコンスターに所属していた。
宮城県仙台第三高等学校、中央大学出身。

## 出演

### 映画
- 映画女優（1987年） - 大日方伝
- ラブ・ゲームは終わらない（1988年） - 南沢光
- 首都高速トライアル（1988年） - 交通機動隊員
- すっぽんぽん（1990年） - 中曽根安志
- 極道記者（1993年） - 山健
- 新・悲しきヒットマン（1995年）
- YOUNG BLOODS - 汚い奴（1995年） - 刑事
- 狙われた女2（1995年）
- でべそ（1996年） - 前田
- 洗礼（1996年） - 大沢刑事
- 無国籍の男 血の収穫（1997年）
- 恋極道（1997年） - 緑川（警官）
- 極道懺悔録（1998年）
- 大怪獣東京に現わる（1998年） - アナウンサー
- Codename:TOMOKO〈TOMOKO もっとも危険な女〉（2000年） - 銀行員
- 餓狼の群れ（2000年10月28日、東映ビデオ） - 石塚刑事
- 弱虫(チンピラ)（2000年） - 萩原祐介
- 棒 Bastoni（2002年） - 工藤
- みつかるまで（2002年）
- KAMACHI（2004年） - 警官
- ULTRAMAN（2004年）
- 私の店に来るピンクの女（2005年）
- 恋骨 KOIBONE 劇場版（2005年）
- 亡国のイージス（2005年）
- 心中エレジー（2005年）
- るにん（2006年）
- 日本沈没（2006年） - 内閣官房安全危機管理室の職員
- saru phase three（2007年） - 小野正敏
- 巨乳をビジネスにした男（2007年）
- Blood ブラッド（2009年）
- 花のあと（2010年） - 久米平太夫
- 私の調教日記（2010年）
- ロストパラダイス・イン・トーキョー（2010年）
- 老人の恋 紙の力士（2010年） - 桜雅也
- ひろこさんVS口裂け女（2011年）
- 我王伝（2018年） - 西田清虎（龍侠会理事長補佐・二代目幸島組組長）
- ONLY TWO
- FALA island
- ぴっぱらん!!（2024年） - 加納健吾[3]

### Vシネマ
- 監禁逃亡（1992年） - 刑事
- 平成ノ歩キ方 第二巻 愛と青春のパコパコ（1993年）
- ジャック パチスロ闇の帝王（1993年）
- MOKOにおまかせ（1994年）
- ナンパ屋★KEN（1995年）
- ルームメイツ あなたを殺したい（1996年）
- BEE HIVE 蜜蜂の巣（1996年）
- 投稿写真白書 顔だけは隠して（1996年）
- 新・極道記者 逃げ馬伝説（1996年） - 山健
- 包丁無宿（1997年） - 益田浩一
- 熟女V かまいたち39歳（1997年）
- ラブリーエンジェル 訪問ソープでございます2 対決!訪問ソープ嬢VS出張SM嬢!!（1997年）
- 外道（1998年） - コジマサトシ(市役所課長)
- 重役秘書 京香（1998年）
- 実録性犯罪ファイル ニュースな女と男たち（1999年）
- 深夜営業の女たち 制服姿の性事情（1999年）
- 真・雀鬼
  - 真・雀鬼3 東西麻雀決戦（1999年） - 勝負依頼人
  - 真・雀鬼8 確率五分の一の死闘（2001年） - 特別室仕切役
- 縁切り闇稼業 vol.3 重婚詐欺の陰謀（1999年） - タカヒロ
- 女教師 淫魔の教室（1999年）
- 人妻快楽願望 鏡の中の淫欲（1999年）
- ピーピング・ラヴァーズ 平成盗聴・盗撮事情（2000年）
- 過激・人妻の性 奥様は痴女（2000年）
- 新任女教師 保健室のぬくもり（2000年） - 辻〈借金取り〉
- 闇稼業 詐欺道（2000年）
- 実録・広島やくざ戦争（2000年） - 矢部栄作(山岡久の友人)
- 恋愛家庭教師 未熟な抱擁（2000年）
- 人妻薫る肌（2000年）
- サイコ ハンニバル 宗政美貴 迷宮事件をエクスタシー捜査（2001年）
- 恋愛ピアノ教師 月光の戯れ（2001年）
- 実録 最後の総会屋（2001年） - カワサキ（広島のヤクザ）
- 若妻家政婦 覗かれた柔肌（2001年）
- 人妻試乗会 人妻・秘密の情事（2001年）
- 業界の性 女プロデューサーの欲望（2001年）
- 人妻の値段 匂いたつ欲情（2001年）
- 暴行深夜バス ノンストップ・クレイジー・ツアー（2001年）
- 修羅の群れ（2002年）
- 残侠伝説 覇王道（2002年） - 浦賀組の弁護士
- 実録・最後の愚連隊（2002年） - 先輩サラリーマン
- 業界の性2 新人アイドルの秘密（2002年）
- SEXを占う女（2002年）
- 放課後物語（2002年）
- 女体ドラフト会議 第参幕 社長秘書編・巫女編・女医編（2003年）
- 修羅のみち シリーズ - 金融財政担当大臣公設秘書 田辺良介
  - 修羅のみち7 暴力金融列島（2003年）
  - 修羅のみち8 大阪最終血戦（2003年）
- 天使の病ひ（2003年）
- 濡れる下着の女（2003年）
- 岸和田少年愚連隊 カオルちゃん最強伝説 番長足球（2003年） - 剛田
- セクシャル・オフィス 鬼畜警備員（2003年）
- 脱がされた水着（2004年）
- 人妻官能スペシャル 私の心、癒してください…（2004年）
- 修羅の血（2004年） - 府中刑務所 刑務官
- イヴの夫には知られたくない妻の秘密（2005年）
- 農家の嫁 四十路の蜜畑（2005年）
- 妹の甘い唇2 せつない吐息（2005年）
- 殺戮のバイブル（2005年） - 多摩医科大学付属病院 助教授 川添裕
- 黒革の嬢王〜欲望の仮面〜（2006年） - カタヤマ
- O嬢の恋（2006年）
- 裏窓の誘惑 覗かれた女（2006年）
- 若妻家庭教師 〜嫉妬〜（2006年）
- 実録・九州やくざ抗争史 小倉戦争（2007年）全2作 - 刑務官
- 人妻女教師 恥辱の保健室（2007年）
- 団鬼六 異常の季節（2007年）
- 白昼夢 禁断の記憶（2007年）
- 団鬼六 楽園（2007年）
- Rainbow Boys（2008年）
- 実録・銀座警察 義侠（2008年） - 穴輪耕作(穴輪土木社長および金融ブローカー)
- 若妻家庭教師 ふたりだけの秘密（2008年）
- 運命のひと（2009年）
- 新・鯨道 侠魂（2009年） - 熊内英成
  - 新・鯨道 侠魂（2009年4月） - 広島 打石組組員
  - 新・鯨道 侠魂 完結編（2009年5月） - 高政会副会長(元 石打組若頭)
- 人妻のうごめき 今夜はトロケあいたい（2010年）
- 隣の人妻 覗く男（2010年）
- 禁断の華・恥じらい 緊縛された肉体美（2010年）
- 妻の恋 おしどりふわふわ（2011年）
- 人妻の狂った果実 死ぬほど感じさせて（2011年）
- 修羅の掟（2012年）
- サムライ（2012年） - 笹嶋
- 女弁護士 恥辱法廷 撮られた肢体（2012年）
- 背徳家族の異常な愛情SP（2012年）
- 人妻Mの秘密 恋のゆくえ（2012年）
- 首領の道（2013年） - 狩野組大港連合総長 東春好
  - 首領の道6（2013年）
  - 首領の道7（2013年）
- フラワー2（2013年） - 殺し屋
- ハイエナ（2013年） - 小出学（東亜信用金庫 融資担当）
- 友達の母 女ざかりの熟れた乳房（2013年）
- 人妻痴漢白書 感じる指先（2013年）
- 日本統一（2013年 - 2018年) - 侠和会 渡部圭太
  - 日本統一2-5（2013年-2014年） - 侠和会幹部二代目工藤組組長
  - 日本統一6-20（2014年-2017年） - 二代目侠和会本部長 二代目工藤組組長
  - 日本統一21（2017年） - 渡部実業 社長
  - 日本統一26-29（2018年） - 侠尽会
- 人妻熟女の危険な香り（2013年）
- 獅子の復讐（2013年） - 警察官
- 日本犯罪史〜飼育の罠〜（2013年） - 警視庁捜査一課長
- 組織暴力 対 官僚（2013年） - 鈴木和男（四菱銀行 融資担当）
- 虎狼の大義（2013年） - ミヤモト（伴竜組幹部）
- 最後の極道（2014年） - 高津留吉（高津組組長）
- 西日本最大の抗争（2014年） - タケヤマ（金鵄会磯谷組幹部）
- 日本やくざ抗争史 シリーズ
  - 日本やくざ抗争史 西成抗争（2014年） - 本橋威（飛桜会若頭）
  - 日本やくざ抗争史 関東城北戦争（2014年） - 草場道重（明倫連合草場一家総長）
  - 日本やくざ抗争史 絶縁 第一章（2014年） - 堀井洋次郎（三代目丹波組若頭補佐）
  - 日本やくざ抗争史 絶縁 第二章（2014年）
- フィクサー（2014年）
- 蒼い体験 わがままメイドの恋（2014年）
- 極道の紋章 外伝2（2014年）- 社長
- 新・極道の紋章 シリーズ（2014年）
  - 新・極道の紋章2（2014年） - 刑事 巡査部長 キシフユキ
  - 新・極道の紋章4・5（2015年）- 七代目駿河黒政一家総長
- 首領の道14・15（2015年）- 二代目連城組組員 カンバラ
- 三代目代行4（2015年） - 神奈川県警本部長 落合克也
- 極道の教典 第五章（2015年） - 幸田宗則
- 関東極道連合会（2015年）
  - 関東極道連合会 第二章 - 須田組組長
  - 関東極道連合会 第四章 - 大村マスオ（竹花会総長）
- 九州極道戦争（2015年）
  - 九州極道戦争2（2016年）
- DOLL 永遠少女（2015年）
- 裏社会の男たち（2015年） - 井出（総合商社W・R・C副理事）
- 強者(ツワモノ)（2016年）
  - 強者(ツワモノ) 第2章（2016年）
  - 強者(ツワモノ) 第3章（2017年）
- プラチナ代紋1・2・3（2016年） - 関東同心連合 烈心会会長 片岡基一
- ラ・マン VIP専門の女（2016年）
- 頂点（てっぺん）（2017年）全3作 - 神田組幹部
- 双頭の龍1・2（2017年） - 川谷信五（黒姫一家若頭補佐・川信会会長）
- 同級生 蝕まれてゆく人妻（2017年）
- 極道天下布武1,2,3（2017年） - 尾山教継（豊橋 尾山組組長）
- 極道黙示録（2017年） - 安田議員の秘書 殿岡稔
- 組長への道 〜獅子の野望〜 1,2（2019年） - 神竜会新藤会会長（神竜会黒崎組の兄弟分）
- 芸者 〜GEISHA〜（2019年） - 吉住幸作（作家）
- 野良猫とパパ活（2020年、スターボード） - 文明（小説家）[4]
- ヤクザ・ルーキーズ2 - 入江克年

### テレビドラマ

#### NHK
- 大河ドラマ
  - 武田信玄（1988年） - 使者
  - 元禄繚乱 第4話（1999年1月31日）
- もう一度キス 第10話（2001年3月13日）

#### 日本テレビ
- 火曜サスペンス劇場
  - 人生相談殺人事件（1990年9月11日）
  - サンタクロース殺人事件（1990年12月25日）
  - ラブレター（1995年5月9日）
  - 刑事・鬼貫八郎 第7作（1997年12月2日） - 岩崎孝夫（岩崎美容外科医院 2代目院長）
- 奇跡のロマンス（1996年）
- ぼくの魔法使い 第8話（2003年）
- らんぼう1（2006年1月17日） - 宮原啓介

#### TBS
- 月曜ドラマスペシャル→月曜ミステリー劇場→月曜ゴールデン→月曜ミステリーシアター
  - 親子弁護士の探偵帖3（1997年10月13日）
  - 税務調査官・窓際太郎の事件簿
    - 第2作（1999年2月15日） - 太田（神城の秘書）
    - 第12作（2005年1月10日） - 殺し屋

  - ペットシッター沢口華子の事件簿
    - 第1作（2001年）
    - 第3作（2005年）

  - 探偵 左文字進 第10作（2006年7月10日） - 中島次郎（国税調査官）
  - 刑事のまなざし 第2話（2013年10月14日）
- ラブ・アゲイン 第3話（1998年4月30日）
- ウルトラシリーズ
  - ウルトラマンコスモス 第32話 - 第65話（最終回）（2002年2月9日 - 9月28日、MBS） - 西条武官（統合防衛軍） ※準レギュラー
  - ウルトラマンマックス 第5話（2005年、CBC） - 新見健児
- ナショナル劇場
  - こちら本池上署 第1シリーズ 第2話（2002年7月15日） - 熊谷正二
  - 特命!刑事どん亀 最終指令（2006年7月17日） - 小谷喜朗
  - 水戸黄門 第39部 第11話（2008年12月22日） - 木村佐内
- ラブレター（2008年）

#### フジテレビ
- 夫が戻る日（1987年）
- 森村誠一サスペンスシリーズ / あるOLの復讐（1987年）
- 女・女・女…（1988年）
- ラストダンス（1990年）
- 金曜ドラマシアター→金曜エンタテイメント
  - 昭和16年の敗戦（1991年）
  - 象のいない動物園（1992年）
  - 噂の女人情詐欺師 早苗とたまき・涙の事件簿2（1998年） - 黒川
- if もしも 第10話（1993年）
- 総理と呼ばないで（1997年） - 記者
- イヴ 第8話（1997年）
- 踊る大捜査線 歳末特別警戒スペシャル（1997年） - 警察庁刑事局 局長代理
- 殴る女（1998年）
  - 第5話（1998年11月10日）
  - 第10話（1998年12月15日）
- ダイヤモンドガール 第10話（2003年）
- 離婚弁護士 新春スペシャル（2005年1月6日）
- Ns'あおい 第9話（2006年）
- 世にも奇妙な物語

#### テレビ朝日
- 特捜最前線 第487話（1986年）
- 女ふたり捜査官 第20話（最終回）（1987年）
- さすらい刑事旅情編II（1989年）
- 代表取締役刑事 第39話（1991年）
- 七人の女弁護士 第2シリーズ 第8話（1991年）
- ル・マンへ熱き涙を（1992年6月15日）
- 土曜ワイド劇場
  - 西村京太郎トラベルミステリー28（1995年10月7日） - 小倉文彦
  - 探偵事務所4（1996年9月7日） - 医師
  - 万引きウオッチャー2（2002年1月19日） - 田代和己
  - さくら署の女たち（2006年9月9日）
  - 検事・朝日奈耀子8（2009年10月31日） - 結城哲平
  - ゴーストライターの殺人取材（2012年8月4日） - カメラマン
  - セレブの悲劇 〜ゴーストライター悠里の事件帳〜
- はぐれ刑事純情派
  - 第9シリーズ 第10話（1996年） - 平野直人
  - 第12シリーズ 第11話（1999年） - 早速康司
- 少年サスペンス /  謎の男子転校生（1998年）
- 相棒
  - Season 6 第8話（2007年12月12日） - 宝石商
  - Season 7 第15話（2009年2月18日） - 宇佐美悦子の父
- 警視庁・捜査一課長 第1話（2016年） - 川本浩平
- 警視庁捜査一課9係 season11 第11話（最終回）（2016年） - 田野倉義則

#### テレビ東京
- 真・女神転生デビルサマナー 第10話（1998年12月7日） - 矢野
- ケータイ捜査官7 第1話（2008年4月2日） - 社長の部下
- 水曜ミステリー9 / 嘘の証明 犯罪心理分析官・梶原圭子2（2013年1月9日） - 刑事
- マルホの女〜保険犯罪調査員〜 第3話（2014年4月25日） - 三井広平（大河銀行目黒支店業務課課長）

#### WOWOW
- 連続ドラマW
  - 空飛ぶタイヤ 第3話（2009年） - 長谷部範彦
  - 横山秀夫サスペンス / 18番ホール（2010年） - 柏木光助
  - プラチナタウン 第1 - 3、5話（2012年）
  - 震える牛 第1、4、5話（2013年）
  - 地の塩 第1話（2014年）
  - 悪貨（2014年）
  - 沈まぬ太陽 第14、15話（2016年）
  - 監査役 野崎修平 第8話（2018年）
- ネオ・ウルトラQ 第11話（2013年） - 刑事

#### BS朝日
- ラストメール 第5話（2008年）

#### BS11
- バブリシャスロード アニキと俺物語（2015年）

### 配信ドラマ
- 闇の法執行人（2016年） - 牧田法律事務所

### ナレーション
Vシネマ
- 実録・日本やくざ烈伝 義戦（2001年）全2作
- 実録・九州やくざ抗争史 LB熊本刑務所 侠牙（2001年）
- 実録・広島やくざ戦争外伝 義兄弟 〜山口英弘の半生〜（2008年）
- 武闘派の道（2015年）
- 仁義のはらわた（2016年）
- 裏門釈放1・2（2017年）全2作
- 代紋の墓場7・8（2016年）

### 舞台
- 贋作 伊豆の踊子2010（2010年）
- 贋作 舞姫2011（2011年）
- 東京倶楽部 菅原文太追悼公演「春ナ忘レソ」（2016年）
- ひとりぼっちのヒーロー（2017年）
- 劇団 野良犬弾 第12回本公演「山ノ神 巽ノ神」（2017年）
- SAIユーキース 旗揚げ公演「秋宵」（2019年）
- 芸門 第4回公演「豆腐屋の唄 - 小さな島の家族物語 -」（2020年）
- 芸門 第6回本公演「大女優と七人の三文役者」（2022年、新宿シアターモリエール）

### CM
- アメリカンファミリー生命保険会社
- サントリー・「BOSS ボスジャン」
- メルセデス・ベンツ
- 明治

## 監督作品
- 復活! OLの性・人妻の性2（2000年）※Vシネマ作品